# Касиопея (съзвездие)
Вижте пояснителната страница за други значения на Касиопея.
Касиопея е северно съзвездие. То е едно от 48-те съзвездия, описани от Птолемей в древността, както и едно от 88-те съвременни съзвездия, признати от Международния астрономически съюз. Наречено е на нереидата Касиопея от древногръцката митология – съпругата на етиопския цар Цефей и майка на Андромеда (на които са наречени съответно съзвездията Цефей и Андромеда).